# Anopoli
Anopoli (gr. Ανώπολη) – miejscowość w Grecji, na wyżynie Sfakia, na północny zachód od Chora Sfakion na Krecie, w administracji zdecentralizowanej Kreta, w regionie Kreta, w jednostce regionalnej Chania, w gminie Sfakia. W 2011 roku liczyła 242 mieszkańców.
Znana jako miejsce urodzenia Daskalojanisa, kreteńskiego bohatera narodowego. Na największym placu wsi znajduje się pomnik jemu poświęcony.